# Au revoir à jamais
Pour plus de détails, voir Fiche technique et Distribution.
Au revoir à jamais ou Souviens-toi Charlie au Québec (The Long Kiss Goodnight) est un film américain réalisé Renny Harlin et sorti en 1996. Le réalisateur finlandais y dirige sa compagne de l'époque, Geena Davis, dans le rôle d'une redoutable tueuse devenue amnésique. Le scénario est écrit par Shane Black.
Le film rapporte près de 96 millions de dollars au box-office, pour un budget de 65 millions de dollars. Il est devenu un film culte.

## Synopsis
Samantha Caine est amnésique depuis huit ans. Devenue institutrice, elle vit avec sa petite fille Caitlin et son compagnon Hal dans une petite ville. Un accident de voiture lui fait revenir des bribes de son passé, empreintes de violence. Peu après, un repris de justice remarque la jeune femme à la télévision lors d'une parade de Noël et tente de l'assassiner. Déterminée à connaître la vérité sur son passé, Samantha part avec Mitch Hennessy, un ex-policier devenu détective privé.

## Fiche technique
Sauf indication contraire, les informations mentionnées dans cette section peuvent être confirmées par la base de données cinématographiques IMDb,  présente dans la section « Liens externes ».
- Titre original : The Long Kiss Goodnight
- Titre français : Au revoir à jamais
- Titre québécois : Souviens-toi Charlie
- Réalisation : Renny Harlin
- Scénario : Shane Black
- Musique : Alan Silvestri
- Costumes : Michael Kaplan
- Photographie : Guillermo Navarro
- Montage : William Goldenberg
- Production : Stephanie Austin, Shane Black, Renny Harlin et Geena Davis (non créditée)

Producteurs délégués : Michael De Luca, Richard Saperstein et Steve Tisch
Coproducteur : Carla Fry
- Sociétés de production : New Line Cinema et Forge, avec la participation de The Steve Tisch Company
- Sociétés de distribution : Metropolitan Filmexport (France), New Line Cinema (États-Unis)
- Durée : 120 minutes
- Genre : action, comédie dramatique
- Format : 35 mm, 2.35:1 - couleur De Luxe
- Budget : 65 millions de dollars[1]
- Dates de sortie :
  - États-Unis, Canada : 11 octobre 1996
  - France : 11 décembre 1996
- Classification :
  - France Interdit aux moins de 12 ans lors de sa sortie en salles en France[2]

## Distribution
- Geena Davis (VF : Déborah Perret ; VQ : Claudie Verdant) : Samantha Caine / Charly Baltimore
- Samuel L. Jackson (VF : Thierry Desroses ; VQ : Éric Gaudry) : Mitchell « Mitch » Henessey
- Yvonne Zima (VQ : Kim Jalabert) : Caitlin Caine
- Craig Bierko (VF : Maurice Decoster ; VQ : Pierre Auger) : Timothy
- Tom Amandes (VF : Bernard Lanneau ; VQ : Luis de Cespedes) : Hal
- Brian Cox (VF : Benoît Allemane ; VQ : Hubert Gagnon) : Dr Nathan Waldman
- Patrick Malahide (VF : Denis Boileau ; VQ : Victor Désy) : Leland Perkins
- David Morse (VF : Bruno Dubernat) : Luke / Daedalus
- Joseph McKenna (VF : Gilbert Lévy) : Jack le borgne
- Melina Kanakaredes (VF : Laure Sabardin) : Trin
- Dan Warry-Smith : Raymond
- Kristen Bone : fille no 1
- Jennifer Pisana (en) : fille no 2
- Rex Linn : l'homme alité
- Alan North : Earl
- Edwin Hodge : Todd Henessey
- G. D. Spradlin : le président
- Judah Katz : Harry
- Robert Thomas : l'agent Alley
- John Stead : Deer Lick Sentry
- Larry King (VF : Marc Alfos) : lui-même
- Graham Mc Pherson : le directeur de la CIA
- Sharon Washington (de) : Fran Hennessey
- Shawn Doyle : Donlevy, le clochard flic
- Ken Ryan : le présentateur TV
- Susan Henley : la mère à l'église

## Production

### Genèse et développement
Le scénario est écrit par Shane Black (également producteur). Ce dernier est alors payé 4 millions de dollars pour son travail. Il avouera plus tard que cela lui a causé beaucoup de jalousie de la part d'autres scénaristes. Shane Black se retirera pendant plusieurs années avant de revenir avec Kiss Kiss Bang Bang (2005). Le projet est développé par Shane Black, qui pense à Renny Harlin comme réalisateur et à Geena Davis - la compagne de ce dernier - dans le rôle principal. Renny Harlin et Geena Davis sont cependant engagés sur L'Île aux pirates, qui est donc tourné avant. Durant la production, New Line Cinema envisagera un temps que le personnage principal soit finalement un homme, Steven Seagal et Sylvester Stallone seront alors envisagés.
Dans le scénario original, Mitch Henessey meurt. Mais après une projection test non satisfaisante, Renny Harlin change la fin du film. Par ailleurs, dans le script, le nom Sam Caine n'était pas un alias utilisé par Charly Baltimore mais seulement une création de son esprit (Sam Caine étant l'anagramme de « amnesiac »).

### Tournage

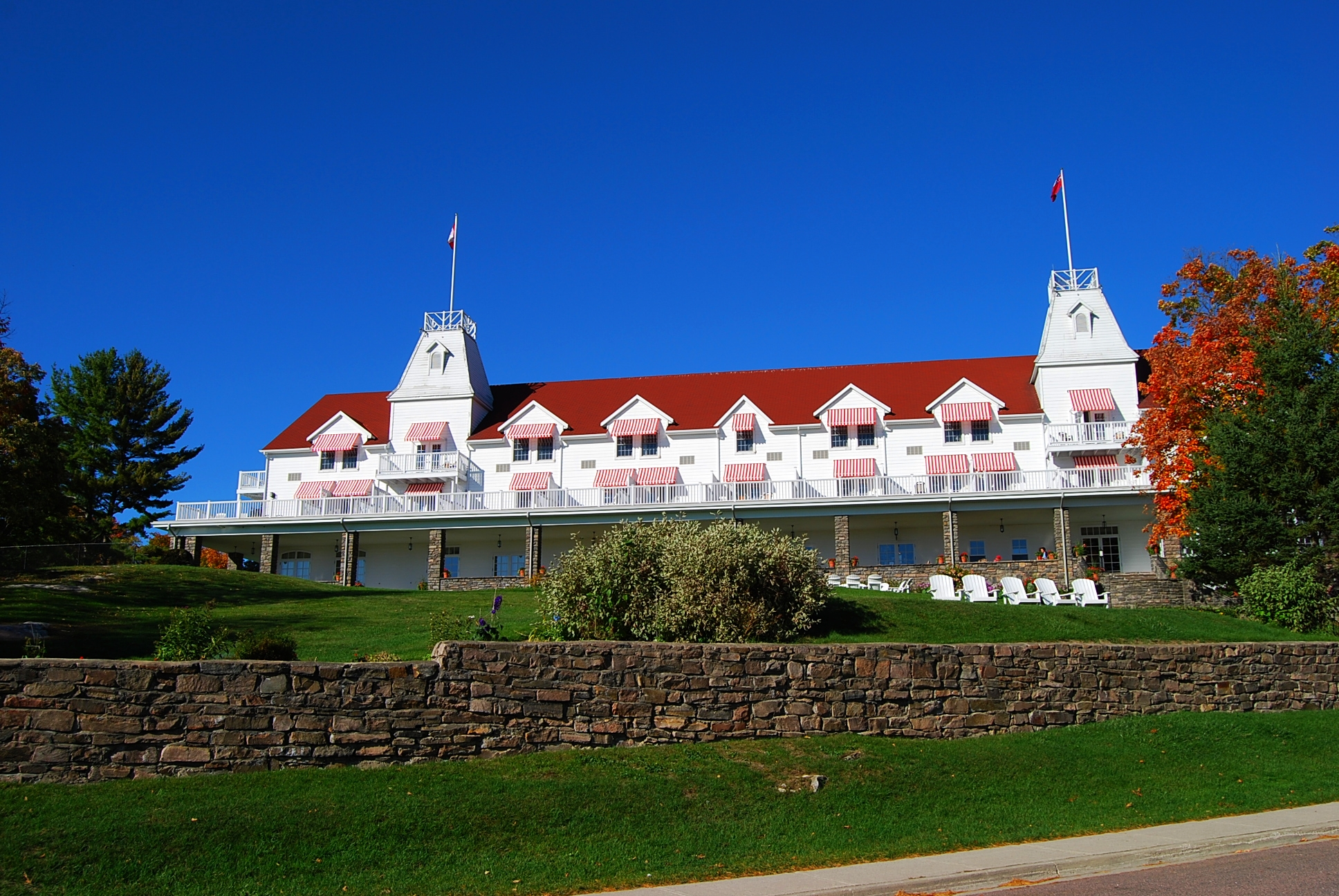
Le Windermere House dans la municipalité de district de Muskoka

Le tournage a lieu de janvier à mai 1996. Il se déroule principalement au Canada (Toronto, Markham, Uxbridge, Collingwood, Milton, Hamilton, Muskoka, Niagara Falls, Montréal). Des scènes sont également tournées aux États-Unis : dans l'État de Washington (Lynnwood) et dans le New Jersey (Atlantic City).
Le 27 février 1996, alors que l'équipe tourne dans le Windermere Hotel, dans la municipalité de district de Muskoka en Ontario, un incendie ravage les lieux. La cause est vraisemblablement un court circuit.

## Bande originale
La musique du film est composée par Alan Silvestri. L'album commercialisé par MCA Soundtracks contient davantage de chansons non originales présentes dans le film. Il contient notamment Mannish Boy de Muddy Waters, que le personnage de Samuel L. Jackson chante avec des paroles modifiées dans le film.
Plusieurs autres chansons présentes dans le film sont absentes de l'album : Let It Snow! Let It Snow! Let It Snow! de Dean Martin, Santa Claus Is Back In Town d'Elvis Presley, It Came Upon the Midnight Clear, Rockin' Around the Christmas Tree de Dion DiMucci, God Bless You Merry, Gentlemen, Jingle Bells par Jingle Dogs, I'd Really Love To See You Tonight d'England Dan & John Ford Coley, If I Could Build My Whole World Around You de Marvin Gaye & Tammi Terrell ou encore Free de Tracy Bonham. On peut également entendre un thème tiré du film Le Privé (1973) de Robert Altman.
| Liste des titres | Liste des titres                     | Liste des titres            | Liste des titres | Liste des titres | Liste des titres | Liste des titres | Liste des titres | Liste des titres | Liste des titres |
| No               | Titre                                | Interprètes                 | Durée            |                  |                  |                  |                  |                  |                  |
| ---------------- | ------------------------------------ | --------------------------- | ---------------- | ---------------- | ---------------- | ---------------- | ---------------- | ---------------- | ---------------- |
| 1.               | Woman                                | Neneh Cherry                | 4:30             |                  |                  |                  |                  |                  |                  |
| 2.               | Bring It On Home To Me               | Otis Redding & Carla Thomas | 2:31             |                  |                  |                  |                  |                  |                  |
| 3.               | Stubborn Kind Of Fellow              | Marvin Gaye                 | 2:37             |                  |                  |                  |                  |                  |                  |
| 4.               | F.N.T. (Fascinating New Thing)       | Semisonic                   | 3:28             |                  |                  |                  |                  |                  |                  |
| 5.               | Keep This Party Bouncin              | L.A. Ganz                   | 4:13             |                  |                  |                  |                  |                  |                  |
| 6.               | Funny How Time Slips Away            | Joe Hinton (en)             | 3:04             |                  |                  |                  |                  |                  |                  |
| 7.               | Tomorrow Man                         | Gus Papas                   | 3:00             |                  |                  |                  |                  |                  |                  |
| 8.               | She's Not There                      | Santana                     | 4:08             |                  |                  |                  |                  |                  |                  |
| 9.               | Next Time You See Me                 | Junior Parker               | 2:37             |                  |                  |                  |                  |                  |                  |
| 10.              | Mannish Boy                          | Muddy Waters                | 2:55             |                  |                  |                  |                  |                  |                  |
| 11.              | Many Rivers to Cross                 | Tom Tom Club                | 4:48             |                  |                  |                  |                  |                  |                  |
| 12.              | The Chair                            | Jars of Clay                | 5:18             |                  |                  |                  |                  |                  |                  |
| 13.              | The Long Kiss Goodnight (Main Title) | Alan Silvestri              | 2:52             |                  |                  |                  |                  |                  |                  |
| 14.              | Lady Marmalade                       | Labelle                     | 3:55             |                  |                  |                  |                  |                  |                  |
| 50:07            |                                      |                             |                  |                  |                  |                  |                  |                  |                  |

## Accueil

### Critique
Le film reçoit des critiques mitigées. Sur l'agrégateur américain Rotten Tomatoes, il récolte 68% d'opinions favorables pour 59 critiques et une note moyenne de 5,3⁄10. Sur Metacritic, il obtient une note moyenne de 43⁄100 pour 20 critiques.

### Box-office
Le film rapporte 89 millions de dollars dans le monde, pour un budget de 65 millions. Pour le réalisateur Renny Harlin, cela est dû à une mauvaise campagne promotionnelle. Le scénariste Shane Black pense quant à lui que ces mauvais résultats sont liés à L'Île aux pirates, le précédent film de Renny Harlin avec Geena Davis. Ce film est un flop colossal et l'un des plus gros échecs au box-office.
| Pays ou région    | Box-office      | Date d'arrêt du box-office | Nombre de semaines |
| ----------------- | --------------- | -------------------------- | ------------------ |
| États-Unis Canada | 33 447 612 $    | 7 novembre 1996            | 4                  |
| France            | 852 044 entrées |                            |                    |
| Total mondial     | 89 456 761 $    | -                          | -                  |

## Distinctions
Source : Internet Movie Database
- Saturn Awards 1997 : Geena Davis est nommée dans la catégorie meilleure actrice.
- NAACP Image Awards 1997 : nomination pour le prix du meilleur acteur pour Samuel L. Jackson.
- Young Artist Awards 1997 : nomination pour le prix de la meilleure jeune actrice de moins de dix ans pour Yvonne Zima.

## Projet de suite
Initialement, la dernière page du script de Shane Black de 1994 stipule qu'il y aura une suite nommée The Kiss After Lightning. Le projet sera évoqué en 2007, sans succès.